# 魏登施泰滕
魏登施泰滕是德国巴登-符腾堡州的一个市镇。总面积17.21平方公里，总人口1278人，其中男性660人，女性618人（2011年12月31日），人口密度74人/平方公里。